# Andlát
 (juillet 2023).
Andlát est un groupe islandais de heavy metal, originaire de Reykjavik.

## Histoire
Le groupe est formé en août 2000. Les membres étaient Sigurður Trausti Traustason (chant), Haukur Valdimar Pálsson (qui était également dans MYRA et Squirt) à la basse, Valur Árni Guðmundsson (Squirt et Ask the Slave) à la batterie et Ingi Þór Pálsson (SnaFu, I Adapt) à la guitare. Le groupe commence à répéter dans un garage à Vesturærn. La démo Salt sort au label Hardkjarna quelques mois plus tard. Bientôt, la recherche de guitaristes supplémentaires commence et plusieurs, dont Snorri (B-Eyez) et Smári Tarfur (Belford), se rendent aux auditions. C'est Bjarki Fannar Atlason (Finnegan) qui est choisi comme guitariste du groupe en 2001.
En 2002, Ingi quitte le groupe et Maggi (Gyllinæð, Stegla) vient à la batterie, et Valur passe à la guitare. Andlát sort l'album Mors Longa en 2004,,, et fait une tournée en Europe pour promouvoir l'album. Le groupe décide de se séparer après la tournée car les membres voulaient se concentrer sur d'autres choses. Andlát se produit lors d'un concert d'adieu en 2005, et joue devant une salle comble au Norðurkjallaranum. En 2006, Andlát se réunit pour la dernière fois pour enregistrer du matériel pour un DVD sur le groupe. Depuis lors, ils se sont produits au festival Eistnaflugi lors de concerts uniques.
Le groupe se reforme en 2008 pour jouer occasionnellement sur scène jusqu'en 2017. Pendant cette période, le groupe joue notamment au Reykjavik Deathfest.

## Discographie
- 2001 : Salt (démo)
- 2004 : Mors Longa